# Castello di Santa Margherita Ligure
Il castello cinquecentesco è un edificio difensivo situato nel comune di Santa Margherita Ligure, in salita al Castello, nella città metropolitana di Genova.

## Storia
La costruzione del castello, posto ai piedi della collina su cui sorge la celebre villa Durazzo-Centurione e originariamente a ridosso del mare, è risalente al 1550 grazie alla delibera del Senato della Repubblica di Genova che decise di erigere un maniero a difesa dalle frequenti incursioni dei pirati saraceni. Il disegno è opera di Antonio de Càrabo, lo stesso che nel 1551 realizzerà il castello di Rapallo.
I lavori iniziarono nel 1550 per concludersi nel settembre dello stesso anno. Fu sottoposto a diversi interventi strutturali e a potenziamenti degli armamenti fino ai primi anni del XVII secolo; dal Settecento perse importanza dal punto di vista militare, grazie soprattutto alle cessate invasioni piratesche, e pertanto ricevette solo alcuni lavori di riparazione e manutenzione.
Nel XIX secolo rischiò di essere demolito ben due volte: la prima per realizzare in quell'area un nuovo palazzo comunale (proprio in questo secolo si costituì la municipalità indipendente da Rapallo), la seconda per ingrandire l'adiacente calata Vittorio Emanuele. Al termine della prima guerra mondiale il castello fu restaurato ed intitolato in memoria dei caduti della "Grande guerra".

## Galleria d'immagini

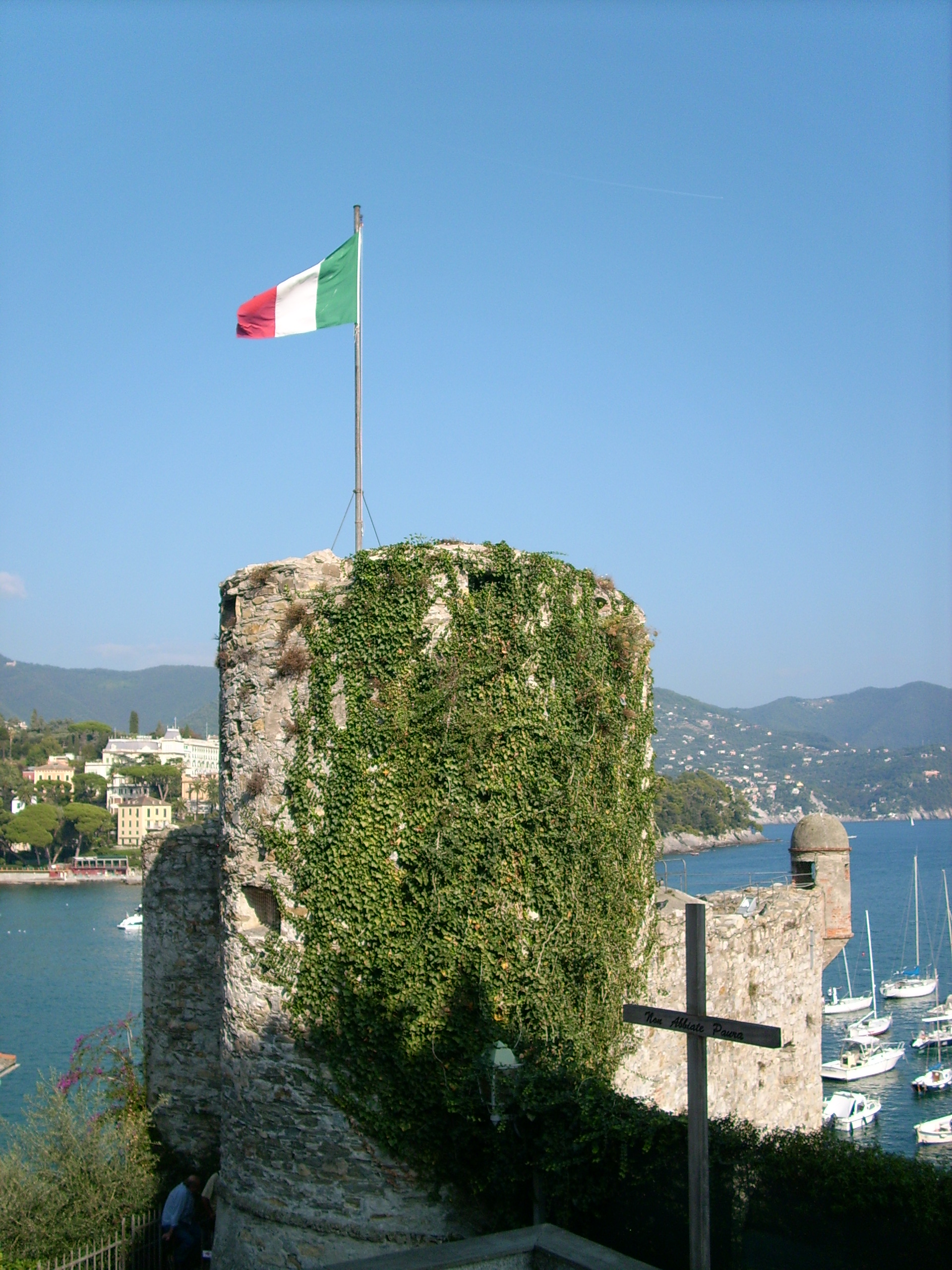
Particolare del torrione
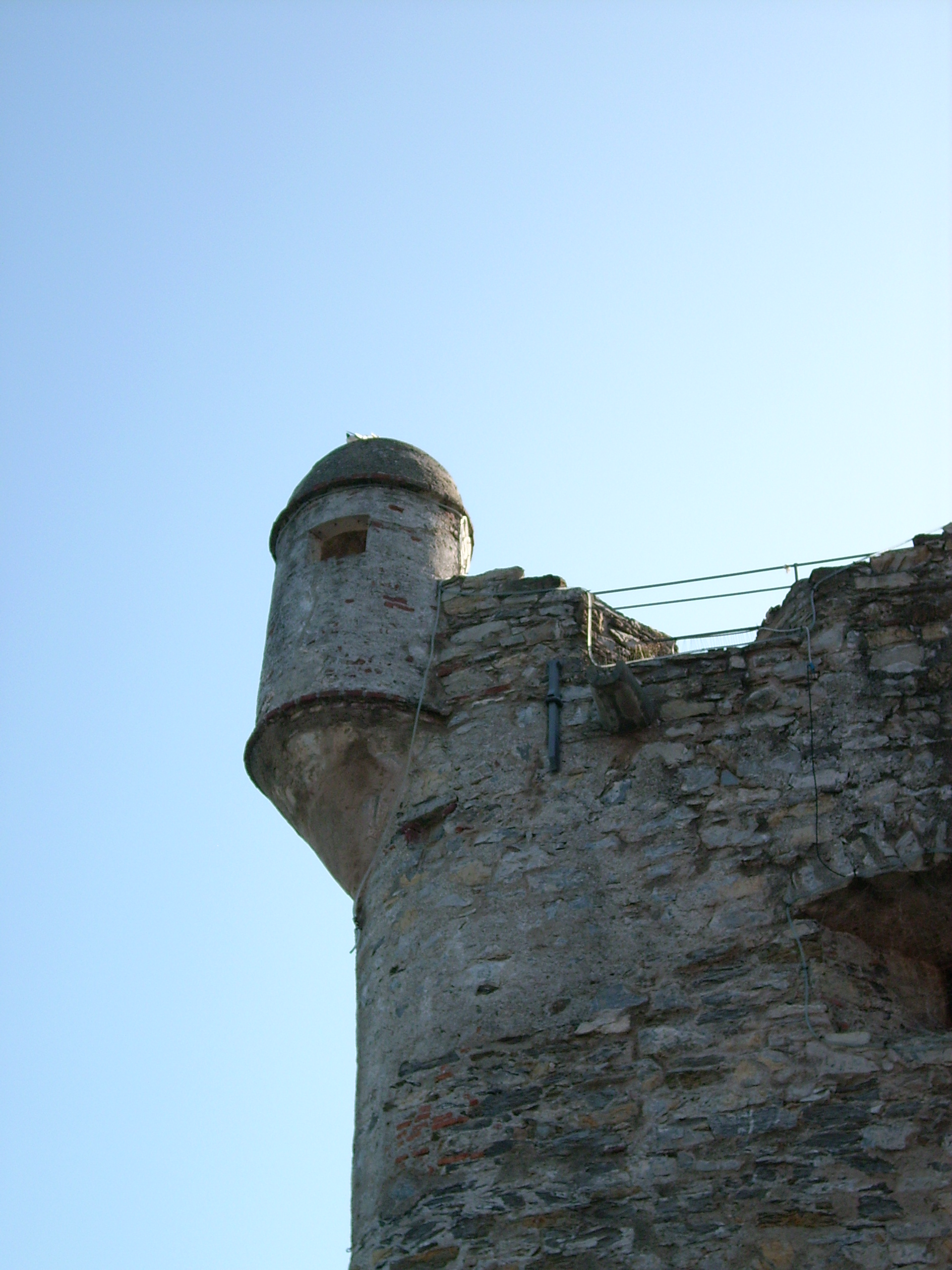
La garitta
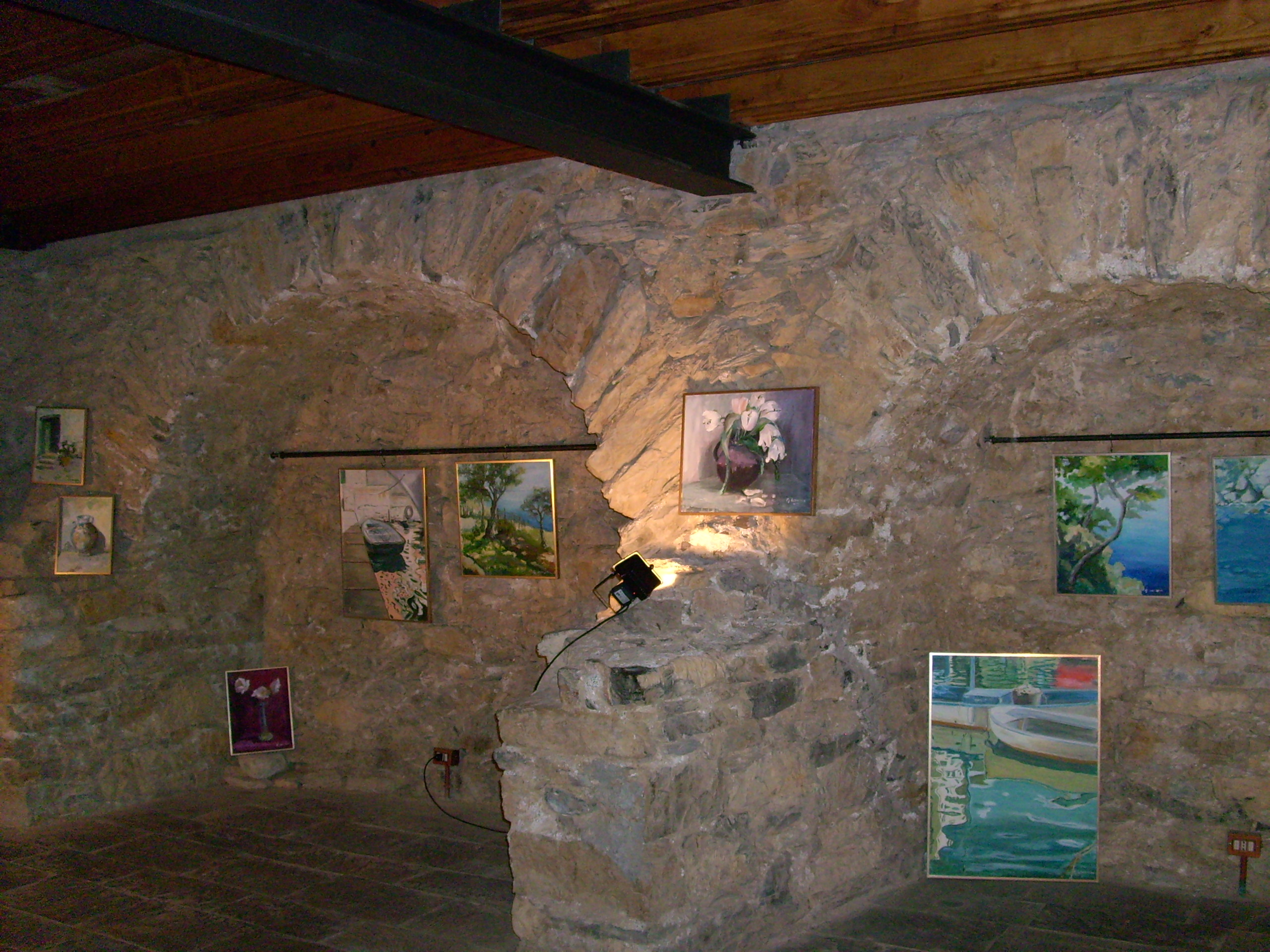
L'interno del castello
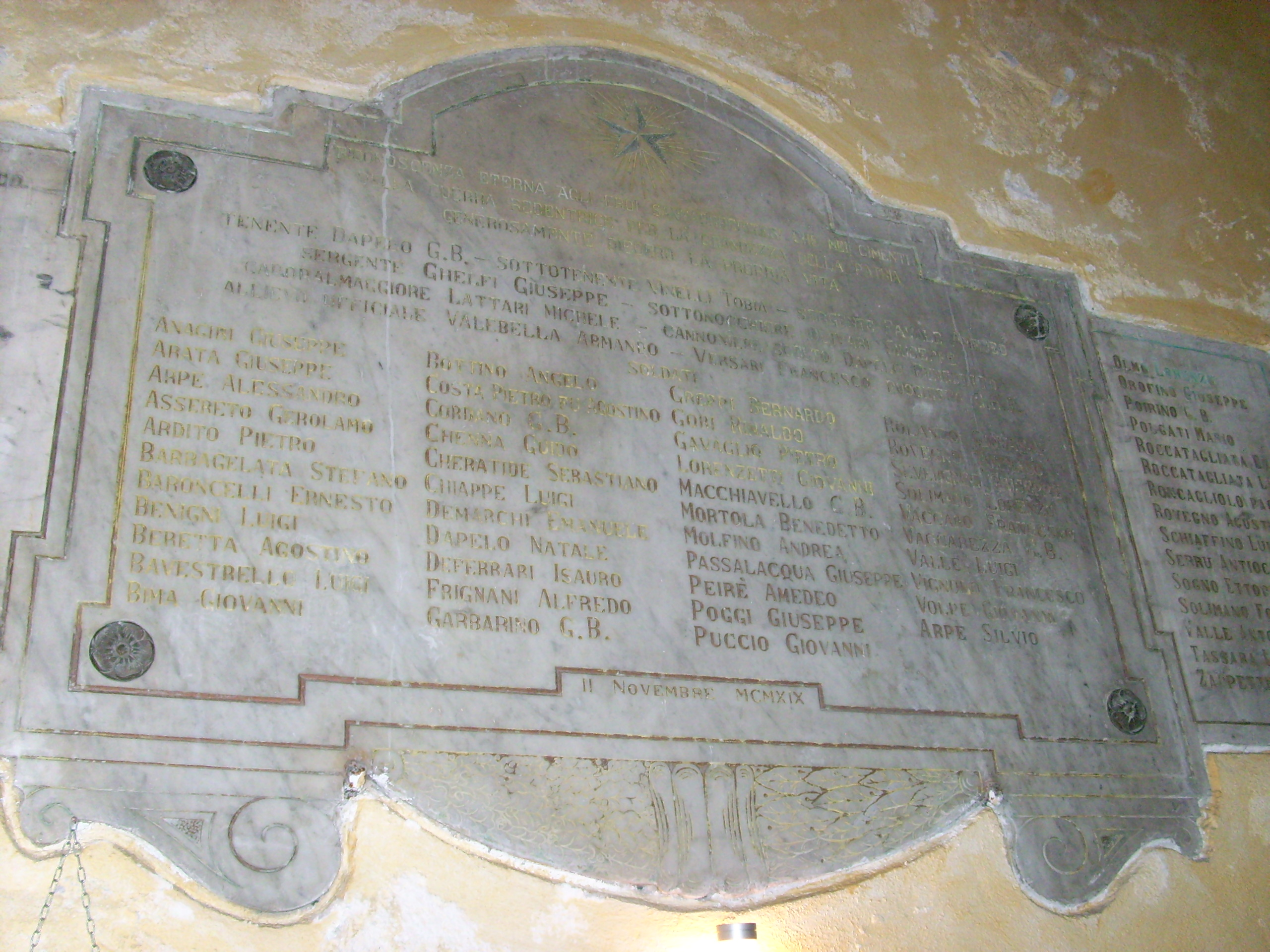
Targa ai caduti della Grande Guerra